# FN Five-seven
FN Five-seven, được đăng ký với tên gọi Five-seveN, là loại súng ngắn bán tự động được thiết kế và sản xuất bởi công ty Fabrique Nationale d’Armes de Guerre-Herstal của Bỉ. Tên của súng có nguồn gốc từ loại đạn 5.7 mm (.224 in) và chữ viết hoa ở đầu tên là viết tắt của công ty sản chế tạo khẩu súng (FN Herstal).
Súng ngắn Five-seven được phát triển cùng với tiểu liên FN P90 và loại đạn 5,7x28mm. FN P90 được giới thiệu vào năm 1990, còn Five-seven được giới thiệu vào năm 1998 như một loại súng ngắn có thể dùng được loại đạn 5,7x28mm. Vì được phát triển cùng với FN P90 nên nó có nhiều tính năng tương đồng: trọng lượng nhẹ, làm bằng nhựa polymer tổng hợp và có lượng đạn khá lớn, có thể dùng bằng một tay, độ giật thấp và có khả năng xuyên giáp cao.
Doanh số của Five-seven ban đầu bị FN giới hạn cho những khách hàng thuộc quân đội và thực thi pháp luật, nhưng kể từ năm 2004, khẩu súng ngắn này cũng đã được cung cấp cho dân sự để bảo vệ cá nhân, bắn bia và những việc làm đại loại vậy. Mặc dù chỉ sử dụng đạn thể thao, Five-seven đã gặp phải sự phản đối mạnh mẽ từ các tổ chức kiểm soát súng như Chiến dịch Brady, và khẩu súng ngắn này đã gây tranh cãi ở Hoa Kỳ.
Five-seven hiện đang phục vụ cho các lực lượng quân sự và cảnh sát tại hơn 40 quốc gia, trong đó có Canada, Pháp, Hy Lạp, Ấn Độ, Ba Lan, Tây Ban Nha và Hoa Kỳ. Tại Hoa Kỳ, Five-seven được sử dụng bởi nhiều cơ quan thực thi pháp luật, bao gồm cả Sở Mật vụ Hoa Kỳ. Trong những năm kể từ khi nó được giới thiệu vào thị trường dân sự ở Hoa Kỳ, nó cũng ngày càng trở nên phổ biến hơn trong những hoạt động dân sự.

## Lịch sử

### Quá trình phát triển
Súng ngắn Five-seven và đạn 5.7×28mm được FN Herstal phát triển nhằm đáp ứng yêu cầu của NATO về việc thay thế loại đạn 9×19mm Parabellum và súng ngắn, súng tiểu liên có liên quan. Cụ thể, NATO yêu cầu hai loại vũ khí sử dụng loại đạn mới, một loại là vũ khí bắn kề vào vai và loại còn lại là vũ khí cầm tay. Chúng được gọi với tên Vũ khí phòng vệ cá nhân (viết tắt là PDW) dùng để "cung cấp sự tự vệ cuối cùng trong các tình huống cá nhân đang bị đe dọa trực tiếp bởi kẻ thù". NATO công bố tài liệu D/296, đề xuất những thông số kỹ thuật ban đầu cho các loại vũ khí mới:
- Loại đạn mới có tầm bắn lớn hơn, chính xác và tin cậy hơn so với loại đạn 9x19mm Parabellum. Ngoài ra, nó còn có khả năng xuyên qua một số loại áo giáp cá nhân.
- Vũ khí kề vai phải nặng dưới 3 kg (6.6 lb), hộp tiếp đạn chứa ít nhất 20 viên.
- Súng ngắn phải nặng dưới 1 kg, phù hợp nhất là 700g. Hộp tiếp đạn có sức chứa không dưới 20 viên đạn.
- Cả hai loại vũ khí đều phải đủ nhỏ gọn để có thể sử dụng bằng một tay ở mọi lúc, mọi nơi, cho dù ở trong khoang xe hay buồng lái máy bay, và phải thật hiệu quả trong mọi môi trường và điều kiện thời tiết.

FN Herstal là nhà sản xuất vũ khí đầu tiên đáp ứng các yêu cầu của NATO. Họ sản xuất tiểu liên FN P90 sử dụng loại đạn cỡ nhỏ, sơ tốc lớn là 5,7x28mm. Loại đạn này ban đầu được gọi là SS90, được sản xuất với P90 vào năm 1990. Tuy nhiên, loại đạn SS90 bị ngưng sản xuất vào năm 1993, thay vào đó là loại đạn 5,7x28mm mới với tên gọi là SS190, sử dụng đầu đạn nặng và ngắn hơn một chút, với trọng lượng 2.0 g (31 grain). Đầu đạn ngắn của SS190 cho phép nó được sử dụng dễ dàng hơn bởi khẩu Five Seven đã được phát triển vào cùng thời điểm đó.
Vào năm đó 1993, Jean-Louis Gathoye đã nộp bằng sáng chế khẩu súng ngắn bán tự động FN Five Seven có cơ chế nạp đạn bằng phản lực bắn giữ chậm tại Mỹ. Năm 1995, FN Herstal công bố chính thức sự phát triển của Five Seven và một nguyên mẫu được công khai vào năm sau. Với vài cải tiến, một khẩu súng ngắn hai hành động được đưa vào sản xuất trong năm 1998. Một mẫu khác với tên gọi Five Seven Tactical được giới thiệu không lâu sau đó. Khẩu súng này được đưa vào phục vụ từ tháng 5/200 khi Cảnh vệ quốc gia đảo Síp mua 250 khẩu về trang bị cho lực lượng đặc nhiệm của họ.

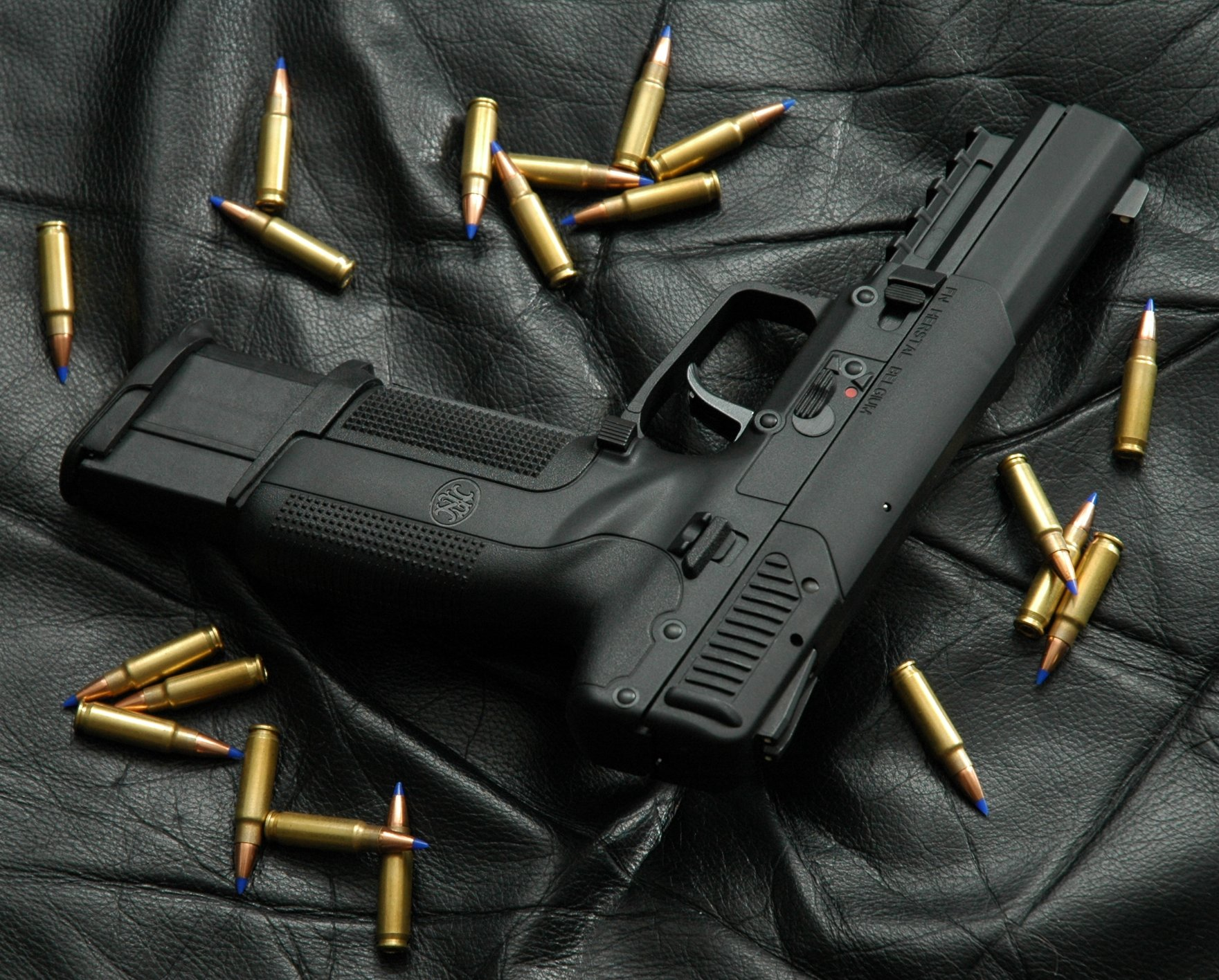
Five-seven được cấu tạo hầu hết bằng nhựa tổng hợp polymer; thậm chí thanh trượt cũng được làm từ polymer.

### Đánh giá của NATO
Năm 2002 - 2003, NATO tiến hành hàng loạt thử nghiệm với mục đích chuẩn hóa một loại đạn duy nhất cho vũ khí phòng vệ cá nhân như một sự thay thế cho loại đạn 9x19mm Parabellum. Các cuộc thử nghiệm đã so sánh loại đạn FN 5,7x28mm (dùng trên FN P90 và Five seven) và H&K 4,6x30 mm - loại đạn xuyên giáp cạnh tranh chính với 5,7 x 28 mm, dùng trên tiểu liên Heckler & Koch MP7. Các kết quả thử nghiệm được phân tích kỹ lưỡng bởi nhiều chuyên gia đến từ Canada, Pháp, Anh và Mỹ. Họ kết luận rằng loại đạn 5,7x28mm hiệu quả hơn so với đối thủ đến từ nước Đức. Tuy nhiên, nước Đức lại không chấp nhận loại đạn mới này, dẫn tới tiến trình chuẩn hóa đạn bị hoãn lại vô thời hạn. Như vậy, cả hau loại đạn 5,7x28 mm và 4,6x30 mm đều được thông qua một cách độc lập bởi các quốc gia NATO khác nhau.
Hiện tại, Five-seven đang phục vụ trong các lực lượng quân sự và thực thi pháp luật của hơn 40 quốc gia trên toàn thế giới. Trong lịch sử, việc tiêu thụ Five-seven đã bị giới hạn bởi các lực lượng của nước Bỉ. Tuy nhiên, trong năm 2004, mẫu Five-seven IOM được giới thiệu cho thị trường dân sự, đi kèm với loại đạn thể thao 5,7x28mm. Phiên bản thể thao này được thiết kế với nhiều sửa đổi, nhưng mẫu súng dành cho thị trường dân sự này đã gặp phải nhiều phản ứng trái chiều từ các tổ chức kiểm soát vũ khí trên thế giới.

### Tình trạng hiện tại
Trong lịch sử, doanh số của súng ngắn Five-seven bị FN giới hạn cho các khách hàng thực thi pháp luật và quân đội, nhưng vào năm 2004, mẫu Five-seven IOM mới đã được giới thiệu và cung cấp cho dân sự để sử dụng loại đạn thể thao 5,7×28mm. Phiên bản IOM kết hợp một số sửa đổi đối với thiết kế của vũ khí, chẳng hạn như bổ sung thanh ray phụ kiện M1913, cơ chế an toàn cho hộp đạn và điểm ruồi hoàn toàn có thể điều chỉnh.

## Cấu tạo
Five-seven là súng ngắn bán tự động sử dụng cơ chế nạp đạn bằng phản lực bắn giữ chậm rất đáng tin cậy. Chốt gõ đạn của súng được nhà sản xuất giấu kỹ bên trong thân. Vật liệu polymer cao phân tử nhẹ được FN ứng dụng nhiều trên khẩu súng này. Các bộ phận bên trong như nòng, lò xo đẩy, kim hỏa… làm bằng thép để chịu được áp lực lớn của loại đạn đặc biệt. Tuy nhiên, khối lượng của súng nhẹ bất thường, chỉ gần 730 g với hộp tiếp đạn 20 viên.
Five-seven có chiều dài 208 mm, cao 137 mm và chiều rộng tối đa là 36 mm. Nó có góc cầm tương tự như súng ngắn Browning Hi-Power và M1911. Mặc dù sử dụng cỡ đạn tiểu liên dài tới 28 mm, nhưng phần tay nắm của súng vẫn không quá rộng, chỉ là 69,85 mm, giống hệt như khẩu Beretta 92 sử dụng đạn 9x19mm Parabellum. Nhà sản xuất FN Herstal trang bị cho súng nòng được rèn nguội để tăng độ chắc chắn, bên trong mạ chrome để chống bị mài mòn. Nòng súng dài 122 mm, chiều dài của các rãnh cắt là 94 mm. Bên trong có 8 rãnh xoắn, với tỉ lệ 231 mm cho mỗi chu kì xoắn, trọng lượng 113 g. Vòng đời của nòng là 20.000 viên, cò súng có lực kéo từ 20 - 30 N. Five-seven được đánh giá là có độ chính xác rất cao.
Các phiên bản của Five-seven là hoạt động đơn, có lực kéo ngắn và nhẹ từ 20 đến 30 N (4.4 đến 6.6 lbF). Chúng có một thanh ray Picatinny để gắn các phụ kiện và một bộ kích hoạt an toàn cho hộp tiếp đạn để ngăn khẩu súng bắn mà không có hộp đạn.
Súng có thể trang bị một ống hãm nảy (Compensator), tuy nhiên do độ giật nhỏ hơn các khẩu súng ngắn sử dụng loại đạn 9x19mm Parabellum phổ biến khoảng 30% nên bộ phận này thực sự không cần thiết. Five-seven sử dụng hộp tiếp đạn rời, thông thường súng sẽ đi kèm với hộp tiếp đạn 20 viên. Ngoài ra, FN Herstal cũng trang bị cho súng loại hộp tiếp đạn với sức chứa 10 viên để phù hợp với quy định giới hạn cơ số đạn tại một số địa phương. Five-seven cũng có thể sử dụng hộp tiếp đạn 30 viên có chiều dài tăng thêm 38 mm, giống như những hộp tiếp đạn có cơ số đạn lớn của dòng súng Glock. Với một viên đã lên nòng, súng sẽ có cơ số 11, 21, hay 31 viên đạn tùy theo từng loại hộp tiếp đạn. Hộp tiếp đạn của nó có thể được tháo ra làm sạch và bôi trơn bằng cách tháo tấm đệm polymer bên dưới súng. Không giống như hộp tiếp đạn thông thường, hộp đạn của Five seven được tiếp từ hàng đạn kép giống như của M16, vì vậy khi nạp đạn không cần vừa đẩy vừa trượt lùi giống như nhiều khẩu súng ngắn khác. Phiên bản hiện tại của Five-seven có khóa an toàn nằm ở vị trí khá độc đáo: ngay trên vành bao cò. Khi ở vị trí bên dưới, tức ở vị trí có hình dấu chấm than, súng sẽ sẵn sàng để bắn; còn khi ở trên, vị trí chấm đỏ, súng đã được khóa an toàn.

### Đạn dược

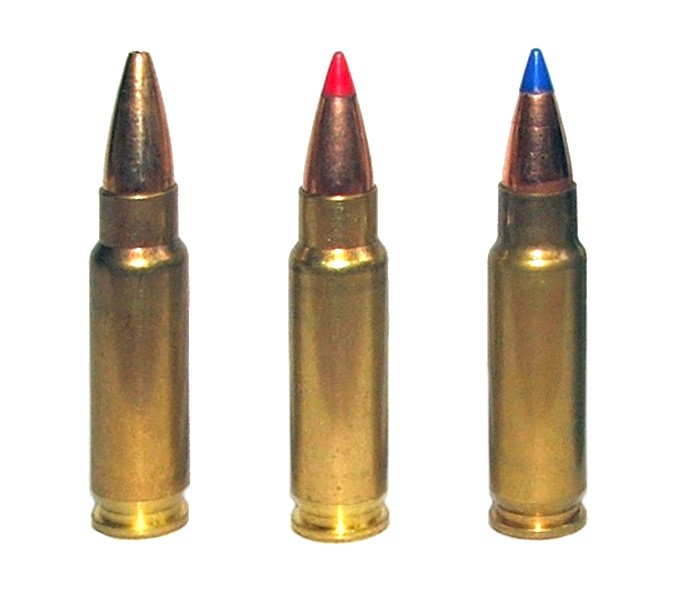
Các loại đạn 5.7×28mm được sử đụng trên Five-seven. Từ trái sang phải: đạn đầu rỗng SS195LF, SS196SR V-Max, và SS197SR V-Max.

Thứ đặc biệt quan trọng đối với súng Five-seven là loại đạn nhỏ, sơ tốc đầu nòng cao mà nó sử dụng. Loại đạn 5.7x29mm đã được tạo ra bởi FN Herstal để đáp ứng với yêu cầu của NATO cho một loại đạn thay thế cho 9×19mm Parabellum, thường được sử dụng trên súng ngắn và súng tiểu liên. Đạn 5,7×28mm nặng 6,0 g (93 hạt), nhẹ hơn đáng kể so với 9x19mm (tổng trọng lượng là 179 hạt). Việc chế tạo ít rắc rối hơn, hoặc cho phép mang nhiều đạn hơn. Vì loại đạn 5,7×28mm cũng có đường kính tương đối nhỏ, nên có thể chứa được nhiều viên trong một băng đạn. Đạn 5,7mm có tiếng ồn lớn và tạo ra tia chớp rất lớn, nhưng nó có độ giật thấp hơn khoảng 30% so với 9x19mm, giúp tăng khả năng kiểm soát súng. Do vận tốc cao, 5,7 × 28mm cũng có quỹ đạo bay rất đặc biệt.
Một trong những ý định thiết kế cho loại đạn 5,7×28mm tiêu chuẩn, SS190, là nó có khả năng xuyên qua áo giáp Kevlar. Được bắn từ Five-seven, SS190 5,7×28mm có vận tốc mõm khoảng 650 m/s (2.130 ft/s) và có khả năng xuyên thủng áo giáp CRISAT ở phạm vi 100 m (110 yd), hoặc 48 lớp vật liệu Kevlar (gần tương đương với hai áo giáp Kevlar Cấp II xếp chồng lên nhau) trong bán kính 50 m (55 yd). Nó cũng có khả năng xuyên thủng áo giáp PASGT ở phạm vi 300 m (330 yd) hoặc mũ chống đạn PASGT ở phạm vi 240 m (260 yd). FN tuyên bố tầm bắn hiệu quả là 50 m (55 yd) và tầm bắn tối đa 1.510 m (1.650 yd) cho loại đạn 5,7×28mm khi bắn từ khẩu súng ngắn Five-seven.
| Loại đạn        | SS190                | SS195LF              | SS197SR              | EA Protector         | EA Varmintor         | EA S4                |
| --------------- | -------------------- | -------------------- | -------------------- | -------------------- | -------------------- | -------------------- |
| Trọng lượng đạn | 2,0 g (31 gr)        | 1,8 g (28 gr)        | 2,6 g (40 gr)        | 2,6 g (40 gr)        | 2,3 g (35 gr)        | 1,8 g (28 gr)        |
| Vận tốc mõm     | 650 m/s (2.100 ft/s) | 625 m/s (2.050 ft/s) | 520 m/s (1.700 ft/s) | 610 m/s (2.000 ft/s) | 640 m/s (2.100 ft/s) | 770 m/s (2.500 ft/s) |
| Năng suất mõm   | 424 J (313 ft⋅lb)    | 350 J (260 ft⋅lb)    | 350 J (260 ft⋅lb)    | 480 J (350 ft⋅lb)    | 480 J (350 ft⋅lb)    | 535 J (395 ft⋅lb)    |

### Hộp tiếp đạn

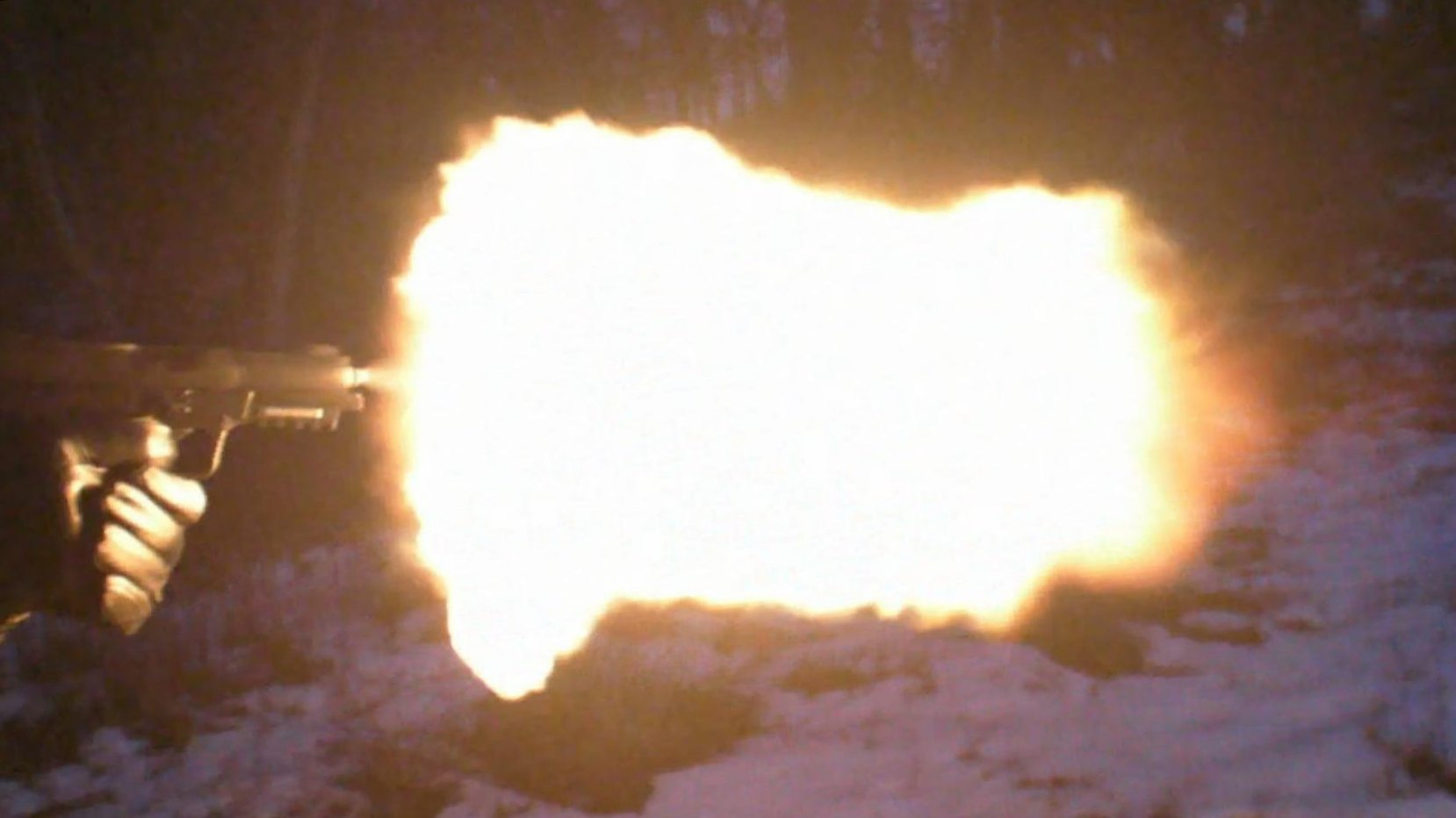
Five-seven có tia chớp đầu nòng rất lớn nhưng bù lại nó có độ giật ít hơn một khẩu súng ngắn dùng đạn 9x19mm Parabellum khác.

## Các biến thể
- Five Seven
- Five Seven Tatical
- Five Seven IOM
- Five Seven USG
- Five Seven EDF
- Five Seven MK2

## Các nước sử dụng
Tổ chức quân sự đầu tiên sử dụng Five-seven là Vệ binh Quốc gia Síp (Hy Lạp: Εθνική Φρουρά), đã mua 250 khẩu súng lục vào tháng 5 năm 2000 cho lực lượng đặc biệt. Đến năm 2009, Five-seven đã phục vụ cho quân đội và lực lượng cảnh sát tại hơn 40 quốc gia trên toàn thế giới.
Tại Hoa Kỳ, Five-seven hiện đang được sử dụng bởi hơn 300 cơ quan thực thi pháp luật, bao gồm cả Cơ quan mật vụ Hoa Kỳ. Các tổ chức thực thi pháp luật và quân sự sử dụng Five Seven bao gồm:
| Quốc gia    | Tổ chức sử dụng | Phiên bản  | Số lượng chế tạo | Năm   | Chú thích           |
| ----------- | --- | ---------- | ---------------- | ----- | ------------------- |
| Bỉ          | Không quân Bỉ (dùng cho phi công) | −          | −                | −     | [ 33 ] [ 34 ]       |
| Bỉ          | Quân đội Bỉ, thay thế cho khẩu Browning Hi-Power. | Mk2        | −                | 2013– | [ 35 ] [ 36 ]       |
| Bỉ          | Lực lượng đặc biệt của cảnh sát liên bang Bỉ (DSU). | −          | −                | −     | [ 37 ]              |
| Bỉ          | Lực lượng đặc biệt (Bỉ) (SFG) | −          | −                | −     | [ 2 ] [ 34 ] [ 38 ] |
| Bỉ          | Lực lượng cảnh sát ở Liège | −          | −                | −     | [ 37 ] [ 39 ]       |
| Canada      | Cảnh sát thành phố Montréal (SPVM) ở Montreal, Quebec | −          | −                | −     | [ 40 ]              |
| Síp         | Vệ binh quốc gia Cộng Hoà Síp. | Five-seven | 250              | 2000– | [ 1 ] [ 21 ] [ 33 ] |
| Pháp        | Tình báo hải ngoại (DGSE) | −          | −                | −     | [ 41 ]              |
| Pháp        | GIGN | −          | −                | −     | [ 42 ] [ 43 ]       |
| Pháp        | Đơn vị cảnh sát Pháp (RAID), một đơn vị thuộc cảnh sát quốc gia | −          | −                | −     | [ 44 ]              |
| Georgia     | Quân đội Georgian | −          | −                | −     | [ 45 ]              |
| Georgia     | Bộ Nội vụ Georgia | −          | −                | −     | [ 45 ] [ 46 ]       |
| Hy Lạp      | Đơn vị chống khủng bố đặc biệt (Hy Lạp) (EKAM), một đơn vị của cảnh sát Hy Lạp | −          | −                | −     | [ 47 ]              |
| Guatemala   | Dirección General de Inteligencia Civil (DIGICI) intelligence agency | USG        | −                | 2008– | [ 48 ]              |
| Ấn Độ       | Nhóm bảo vệ đặc biệt (SPG) của thủ tướng Ấn Độ và các quan chức khác. | USG        | −                | 2008– | [ 49 ]              |
| Indonesia   | Lực lượng người nhái (Kopaska) của hải quân Indonesia | −          | −                | −     | [ 50 ]              |
| Indonesia   | Lực lượng biệt kích (Kopassus),một lực lượng đặc biệt của quân đội Indonesia | −          | −                | −     | [ 50 ]              |
| Ý           | Trung đoàn nhảy dù số 9 (9th Parachute Assault Regiment), lực lượng đặc biệt của quân đội Ý | USG        | −                | −     | [ 51 ]              |
| Libya       | Quân đội Libya (được quân đội của Muammar Gaddafi sử dụng trong nội chiến Libya (2011), và một trong số những người này đã bị bắt và sử dụng trong chiến tranh bởi lực lượng quân nổi dậy Libya) | USG        | 367              | 2008– | [ 5 ] [ 52 ] [ 53 ] |
| Mexico      | Quân đội Mexico (Mexican Army) | −          | −                | −     | [ 33 ] [ 54 ]       |
| Mexico      | Estado Mayor Presidencial (EMP; Presidential Guard) | −          | −                | −     | [ 55 ]              |
| Mexico      | Lực lượng đặc biệt (FES; Special Forces) của hải quân Mexico | −          | −                | −     | [ 55 ]              |
| Nepal       | Lực lượng vũ trang Nepal | −          | −                | −     | [ 33 ]              |
| Peru        | Nhóm lực lượng đặc biệt (GRUFE) thuộc lực lượng vũ trang Peru | USG        | −                | 2009– | [ 56 ]              |
| Ba Lan      | Cục điều tra trung ương (CBŚ) | −          | −                | −     | [ 36 ]              |
| Ba Lan      | Grupa Reagowania Operacyjno-Manewrowego (GROM) lực lượng đặc biệt (được sử dụng chủ yếu trong các hoạt động bảo vệ.)                                                                             | USG        | −                | 2007– | [ 57 ] [ 58 ]       |
| Ả Rập Xê Út | Lực lượng vũ trang của Ả Rập Xê Út | USG        | 12,000           | 2007– | [ 59 ]              |
| Singapore   | Lực lượng vũ trang-biệt kích của Singapore (CDO FN) | −          | 500              | −     | [ 60 ]              |
| Tây Ban Nha | Fuerzas Armadas Españolas (Lực lượng vũ trang Tây Ban Nha) | −          | −                | −     | [ 33 ]              |
| Tây Ban Nha | Lực lượng cảnh sát thành phố Pozuelo de Alarcón (Madrid) | −          | −                | −     | [ 61 ]              |
| Suriname    | Lực lượng an ninh | −          | −                | −     | [ 62 ]              |
| Thái Lan    | Quân đội hoàng gia Thái Lan | −          | −                | −     | [ 63 ]              |
| Hoa Kỳ      | U.S. Secret Service | −          | −                | −     | [ 21 ] [ 59 ]       |
| Hoa Kỳ      | Sở cảnh sát Duluth ở Georgia | −          | −                | −     | [ 64 ]              |
| Hoa Kỳ      | Văn phòng cảnh sát trưởng SWAT quận Passaic ở New Jersey | −          | −                | 2002– | [ 23 ]              |
| Hoa Kỳ      | Sở cảnh sát Landis ở Bắc Carolina | USG & Mk2  | 5                | 2011– | [ 65 ]              |